# فرانسوا گانگلوف
فرانسوا گانگلوف (به انگلیسی: François Gangloff) ژیمناست زادهٔ ۱۱ ژوئیه ۱۸۹۸ میلادی اهل کشور فرانسه است.